# George Coleman (músico)
George Coleman (8 de marzo de 1935, Memphis, Tennessee, Estados Unidos) es un saxofonista estadounidense de jazz.  

## Biografía
George Coleman nació y creció en el rico ambiente musical que se respiraba en Memphis, Tennessee durante las décadas de 1940 y 50. Músico autodidacta, aprendió muy joven a tocar al saxo alto y el piano.
En 1952, con 17 años, el legendario músico de blues B.B. King invita al saxofonista a una gira, y en 1955 vuelve a hacerlo, pero esta vez al saxo tenor que desde ese momento, se convertiría en su instrumento principal. En 1956 se traslada a Chicago junto a Booker Little, y allí trabaja con destacados músicos como Gene Ammons, Johnny Griffin, John Gilmore o Ira Sullivan, además de unirse al grupo de Walter Perkins, The MJT + 3. En 1958 Max Roach escucha a Coleman con esta última banda y lo invita a su cuarteto, junto a Kenny Dorham.
Durante su estancia con Roach, George Coleman se establece definitivamente en Nueva York, donde en 1959 ingresa en el octeto de Slide Hampton, junto a Booker Little y Julian Priester. En 1962 abandona el grupo de Hampton para trabajar con Wild Bill Davis, y el año siguiente recibe una llamada de Miles Davis para formar parte de su famoso quinteto, junto a Herbie Hancock, Ron Carter y Tony Williams. Coleman permanece dos años con Davis y graba cuatro álbumes clásicos: Seven Steps to Heaven, My Funny Valentine, Four y Miles Davis in Europe. En 1965 abandona el grupo dejando el puesto en manos de Wayne Shorter, y participa en la grabación de otro álbum clásico, Maiden Voyage, de Herbie Hancock. En 1965 también acompaña a Chet Baker.
Coleman trabaja sucesivamente con Lionel Hampton, Elvin Jones, y Charles McPherson, y a partir de la segunda mitad de la década de 1970, comienza a liderar sus propias formaciones y a editar trabajos como líder, además de continuar su actividad como sideman.
En televisión, ha aparecido en el especial de A&E de Bill Cosby en 1991, Revue, así como en The Guiding Light de CBS y en el venerable programa infantil Captain Kangaroo.
En 1991, George también incursiono en el modelaje, fotografías junto a la estrella del pop Madonna aparecieron en periódicos y revistas renombradas como parte de la campaña promocional Truth or Dare!. En 1997 apareció en editoriales de moda para The Preacher’s Wife, y también ha hecho producciones para revistas como Ebony y Travel and Leisure.
En octubre de 2002 produce  Four Generations of Miles, con Ron Carter, Jimmy Cobb y Mike Stern, fue lanzado por Chesky Records.

## Valoración y estilo
George Coleman es conocido sobre todo por su participación en el quinteto de Miles Davis, durante los años 1963 y 1964. Inspirado inicialmente por el saxo alto de Charlie Parker, es el tenor el instrumento que lo hizo célebre, y donde puede apreciarse mejor su estilo clásico y elegante.

## Discografía

### Solista
| Año  | Álbum                                              | Sello discográfico    |
| ---- | -------------------------------------------------- | --------------------- |
| 1976 | Revival                                            | Catalyst; Affinity    |
| 1988 | Playing Changes                                    | JHR                   |
| 1989 | Manhattan Panorama                                 | Evidence              |
| 1991 | My Horns of Plenty                                 | Verve                 |
| 1992 | At Yoshi's (Live)                                  | Evidence              |
| 1998 | I Could Write a Book: The Music of Richard Rodgers | Telarc                |
| 2000 | Danger High Voltage                                | Two & Four Recordings |
| 2002 | Four Generations of Miles: A Live Tribute to Miles | Chesky                |

### Colaboraciones
| Año         | Con            | Álbum                          | Sello discográfico |
| ----------- | -------------- | ------------------------------ | ------------------ |
| 1963        | Miles Davis    | Quiet Nights                   | Columbia           |
| 1963        |                | In Europe                      | Columbia           |
| 1963        |                | Seven Steps to Heaven          | Columbia           |
| 1964        |                | My Funny Valentine             | Columbia           |
| 1964        |                | Four & More                    | Columbia           |
| 1965        | Slide Hampton  | Sister Salvation               | Atlantic           |
| 1965        |                | Somethin' Sanctified           | Atlantic           |
| 1965        |                | Jazz With A Twist              | Atlantic           |
| 1966        | Herbie Hancock | Maiden Voyage                  | Blue Note          |
| 1969        | Elvin Jones    | Poly-Currents                  | Blue Note          |
| 1970        |                | Coalition                      | Blue Note          |
| 1957        | Lee Morgan     | City Lights                    | Blue Note          |
| 1969        | John Patton    | Memphis to New York Spirit     | Blue Note          |
| 1966        | Duke Pearson   | Honeybuns                      | Atlantic           |
| 1966        |                | Prairie Dog                    | Atlantic           |
| 1958        | Max Roach      | Deeds Not Words                | Riverside          |
| 1958        |                | Plus Four Plays Charlie Parker | Emarcy             |
| 1958        |                | On The Chicago Scene           | Emarcy             |
| 1958        |                | Max Roach Quintet At Newport   | Emarcy             |
| 1957–58     | Jimmy Smith    | House Party                    | Blue Note          |
| 1958        |                | The Sermon!                    | Blue Note          |
| 1969        | Reuben Wilson  | Love Bug                       | Blue Note          |
| 1977 / 1992 | Tete Montoliu  | Dynamic Duo 1977               | Timeless (CD 1992) |